# Jan Piotr Ziółkowski
Jan Piotr Ziółkowski vel Ziółko (ur. 29 czerwca 1915 w Krakowie, zm. 13 stycznia 1996 w Koszalinie) – pułkownik Wojska Polskiego, komendant Oficerskiej Szkoły Artylerii Przeciwlotniczej (1957–1958).

## Życiorys
Po ukończeniu VIII Gimnazjum Matematyczno-Przyrodniczego w Krakowie we wrześniu 1935 roku wstąpił do Wołyńskiej Szkoły Podchorążych Rezerwy Artylerii we Włodzimierzu Wołyńskim, a w następnym roku do Szkoły Podchorążych Artylerii w Toruniu. Na stopień podporucznika został mianowany ze starszeństwem z 15 października 1938 i 108. lokatą w korpusie oficerów artylerii i wcielony do 5 dywizjonie artylerii przeciwlotniczej w Krakowie na stanowisko dowódcy plutonu. Od lutego 1939 pełnił służbę w 15 dywizjonie artylerii przeciwlotniczej w Katowicach-Wełnowcu na stanowisku dowódcy plutonu i równocześnie pełniącego obowiązki adiutanta dywizjonu.
W czasie kampanii wrześniowej 1939 był dowódcą 501 samodzielnego plutonu artylerii przeciwlotniczej pod Pińczowem. 27 września 1939 dostał się do niewoli niemieckiej, z której niebawem zbiegł. Podczas okupacji niemieckiej przebywał w Krakowie, pracując jako księgowy w Szkole Rzemiosł.
20 maja 1945 wstąpił do ludowego Wojska Polskiego i został dowódcą plutonu w 4 samodzielnym dywizjonie artylerii przeciwlotniczej. Od 25 października 1945 był dowódcą plutonu, a następnie dowódcą baterii w 88 pułku artylerii przeciwlotniczej w Unieściu. Od września 1948 roku przez 3 lata był szefem sztabu tego pułku. Od lipca 1951 był dowódcą 88 pułku artylerii przeciwlotniczej, a od października 1953 był zastępcą dowódcy 16 Dywizji Artylerii Przeciwlotniczej w Koszalinie do spraw liniowych. Od 6 lipca 1957 do 28 lipca 1958 pełnił obowiązki komendanta Oficerskiej Szkoły Artylerii Przeciwlotniczej.
Następnie został skierowany do ZSRR na studia w Dowódczej Akademii Artylerii, które ukończył we wrześniu 1959. Z kolei pełnił służbę jako zastępca szefa Wojsk OPL Pomorskiego Okręgu Wojskowego w Bydgoszczy. W czerwcu 1963 wrócił do Koszalina, pracował w szkolnictwie i kierował Studium Wojskowym w Wyższej Szkole Inżynierskiej w Koszalinie.
W czerwcu 1973 przeszedł w stan spoczynku. Działał społecznie w AZS i LOK w Koszalinie. Zmarł 13 stycznia 1996. Pochowany na Cmentarzu Komunalnym w Koszalinie.

## Ordery i odznaczenia
- Krzyż Kawalerski Orderu Odrodzenia Polski
- Złoty Krzyż Zasługi
- Srebrny Krzyż Zasługi
- Medal „Za udział w wojnie obronnej 1939”
- Złoty Medal „Za zasługi dla obronności kraju”
- Srebrny Medal „Za zasługi dla obronności kraju”
- Brązowy Medal „Za zasługi dla obronności kraju”
- Odznaka „Zasłużony Działacz LOK”